# Sedm schodů k moci
Sedm schodů k moci je český dramatický seriál televize Prima z roku 2023. Seriál je volně inspirován kauzou Jany Nagyové a expremiéra Petra Nečase. 

## Děj
Seriál vypráví příběh Anny Malé, obyčejné ženy, která bydlí na venkově a pracuje v místní hospodě. Během času ale postupně vlivem nepříjemných okolností dojde k rozhodnutí, že se přestěhuje do Prahy. Pracuje jako servírka v Poslanecké sněmovně, díky čemuž se stále více zajímá o politiku. V Poslanecké sněmovně se seznamuje s bulvárním novinářem Ivanem Krčkou. Poté se dostává na Ministerstvo kultury, kde začne její cesta na samotný vrchol. Postupně se jí zalíbí moc, vlivní muži a luxus. Nakonec přichází pád a Anna Malá je obviněna ze zneužití pravomoci a korupce.
Mezi zajímavosti patří jména hlavních postav seriálu. Je zde Anna Malá, jméno blízké ke jménu Nagyová, protože v maďarštině Nagy znamená Velký. Také jméno Vichr má velice blízko ke jménu Nečas, stejně jako jméno Dub ke jménu Topolánek.

## Seznam dílů
| Č. v seriálu | Datum vydání   | Datum premiéry v televizi | Sledovanost (v tis.) |
| ------------ | -------------- | ------------------------- | -------------------- |
| 1            | 8. února 2023  | 28. ledna 2024            | 827                  |
| 2            | 8. února 2023  | 4. února 2024             | 886                  |
| 3            | 15. února 2023 | 11. února 2024            | 852                  |
| 4            | 15. února 2023 | 18. února 2024            | 831                  |
| 5            | 22. února 2023 | 25. února 2024            | 848                  |
| 6            | 22. února 2023 | 3. března 2024            | 902                  |
| 7            | 1. března 2023 | 10. března 2024           | 898                  |
| 8            | 1. března 2023 | 17. března 2024           | 963                  |